# 一級中尉
中尉（First lieutenant）是美国和英国武裝部隊中的军衔或是委任軍官。中尉軍銜在不同的軍事編隊中具有不同的含義，但在大多數部隊中，它又分為高級軍銜和初級軍銜。北約陸軍軍官的同等級別是OF-1級。在海軍中，雖然某些等級徽章可能帶有中尉的名字，但該術語也可用於指特定的職位或職責，而不是等級。
First lieutenant源自於英國皇家海軍，但是在皇家海軍與其他大英國協軍隊中，這是一個職位，而不是一個正式軍階。一級上尉原先是指在船上最資深的軍官，當成為船上最資深的軍官時，通常就會成為執行副官（second-in-command）。雖然現今已經不是由資深程度來決定，但是這個名稱仍然被保留下來。